# Frituurpan

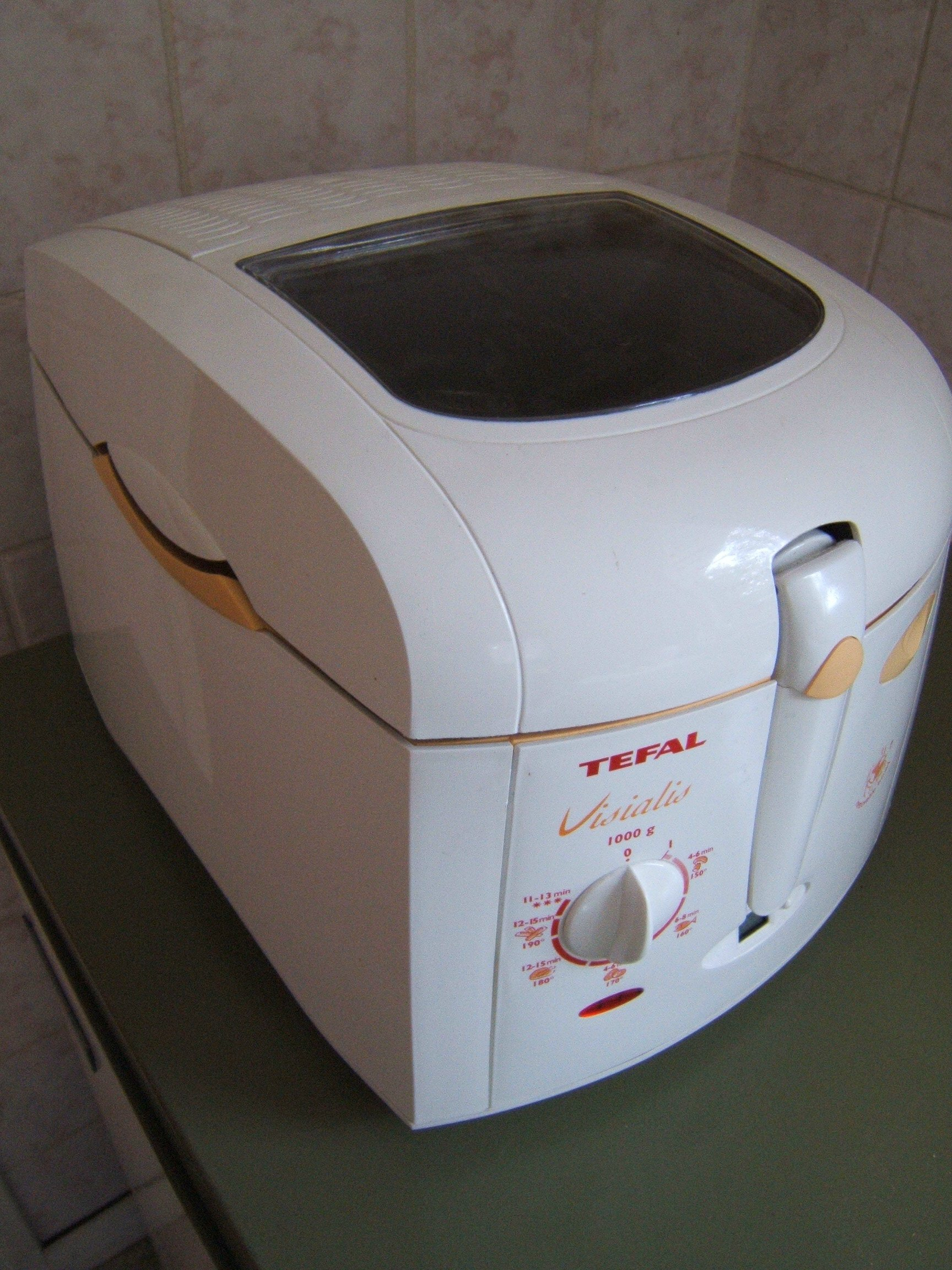
Frituurpan, gesloten

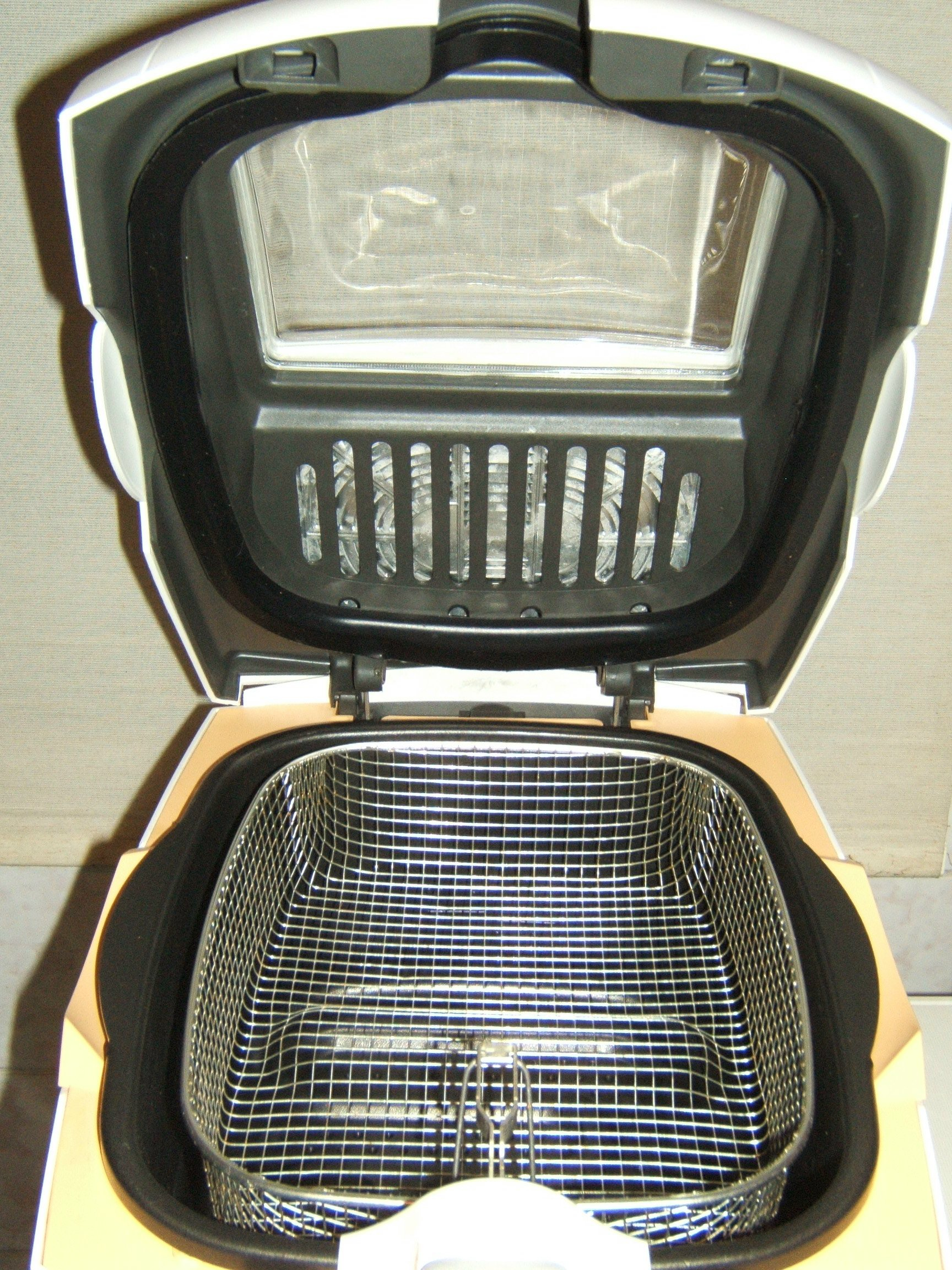
Frituurpan, geopend

Een frituurpan, frituur, friteuse, frietpan of frietketel (Limburgs) is kookgerei waarin exclusief olie of vet wordt verhit om voedsel in te frituren, zoals vis, oliebollen, friet of kroketten. Oorspronkelijk werd er gedoeld op een fysieke pan, pot of ketel die op een kooktoestel werd geplaatst, waarmee de pan verhit werd. Vanaf het moment dat er elektrische apparaten op de markt kwamen waarmee er gefrituurd kon worden, werd het woord frituurpan ook overdrachtelijk gebruikt om dit soort apparaten mee aan te duiden. De vereiste temperatuur loopt van ongeveer 180 tot 200 graden Celsius.

## Geschiedenis (Nederland)
Begin 20ste eeuw was de frituurpan doorgaans van gietijzer, bekleed met een laagje emaille: van binnen wit of grijs en van buiten zwart. Een dergelijke pan kon voldoende hoge temperaturen verdragen. Men verwarmde deze pan op het gasfornuis. Als frituurvet gebruikte men bijvoorbeeld vet van Delfia, of de slaolie van Calvé. De eerste elektrische frituurpannen voor thuisgebruik waren pannen, voorzien van een mandje en deksel, en een ingebouwd elektrisch element, waarmee de temperatuur kon worden ingesteld. De eerste apparaten werden geïntroduceerd in de jaren 1950, in een periode waarin de moderne huisvrouw zich überhaupt kon verheugen op de introductie van elektrische apparaten in de keuken. 

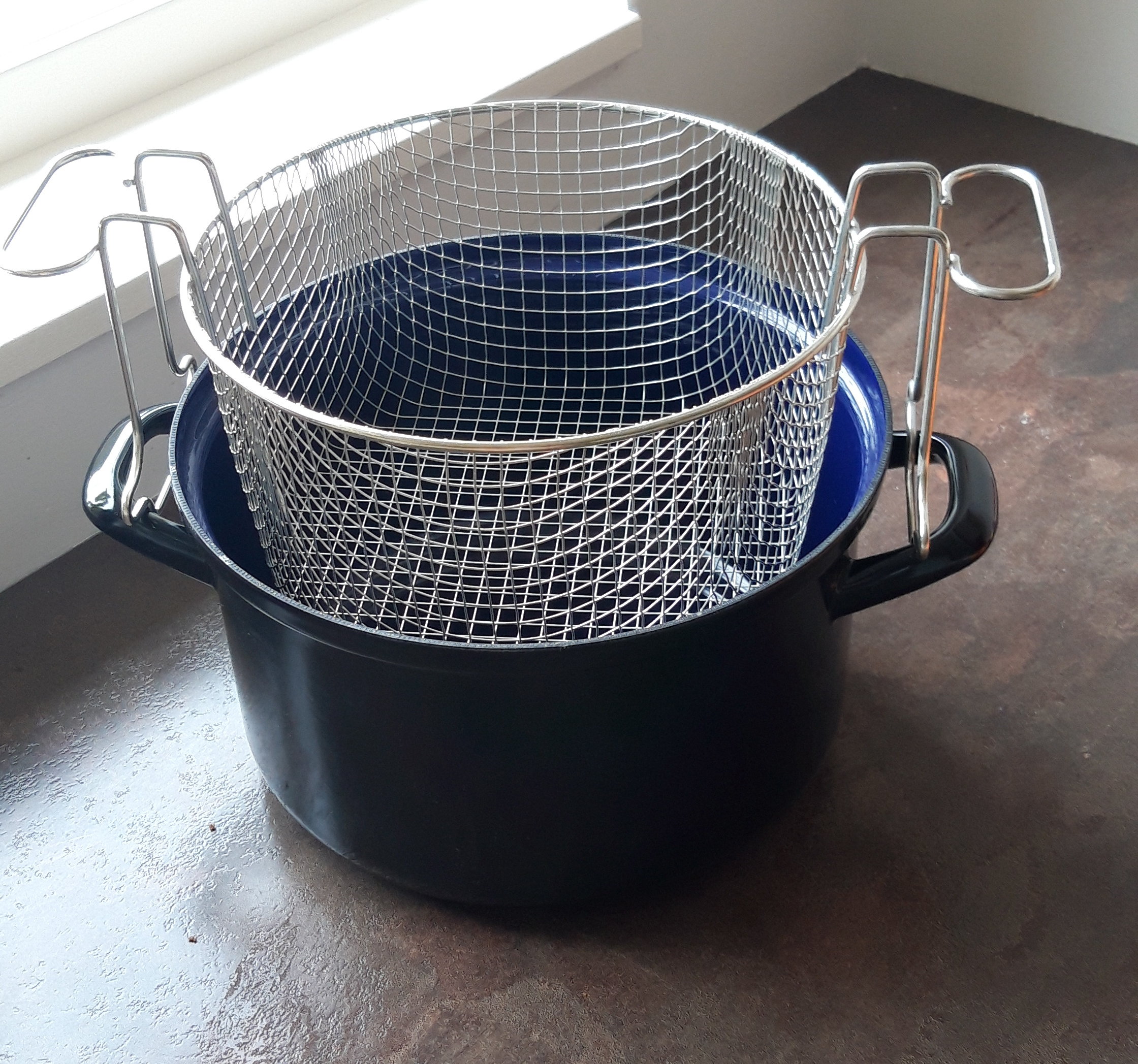
conventionele frituurpan met frietkorf.

## Brandgevaar
Een frituurpan kan brandgevaar opleveren. Wanneer de olie in de frituurpan verhit wordt tot het punt van zelfontbranding, slaat de vlam in de pan. Elektrische frituurtoestellen zijn doorgaans voorzien van een thermostaatbeveiliging die het toestel bij oververhitting uitschakelt. In het verleden bood dat overigens geen garantie; volgens krantenberichten uit de 20ste eeuw kwamen er destijds frituurbranden voor naar aanleiding van een defecte thermostaat.
airfryer
· barbecue 
· eierkoker
· fonduepan
· fornuis
· frituurpan 
· gascomfort 
· gourmetstel 
· kolenfornuis
· kookplaat 
· magnetron 
· multicooker
· oven 
· petroleumstel
· primus
· rijstkoker
· steengrill
· stoomkoker